# Bruno Rossi
Pour les articles homonymes, voir Rossi.
Bruno Benedetto Rossi (né le 13 avril 1905 à Venise et mort le 21 novembre 1993 à Cambridge au Massachusetts) est un physicien expérimentateur italo-américain. Il fit des contributions majeures dans le domaine des rayons cosmiques et de la physique des particules de 1930 jusqu'aux années 1950, et défricha l'astronomie des rayons X et la physique des plasmas cosmiques dans les années 1960.

## Biographie
Rossi est né à Venise. Après avoir obtenu son doctorat à l'université de Bologne, il commença sa carrière en 1928 comme assistant à l'institut de physique de l'université de Florence où il fit ses premières découvertes sur la nature des rayons cosmiques. En 1932, il fut appelé par l'université de Padoue comme professeur de physique expérimentale. Là, en plus de l'enseignement et de la recherche, Rossi conçut le nouvel institut de physique de l'université et supervisa sa construction. À l'automne 1938, il fut démis de son poste à la suite de décrets raciaux du régime fasciste. Rossi et sa femme, Nora, juifs tous les deux, quittèrent l'Italie et se rendirent en Amérique après de brèves haltes à Copenhague au Danemark et à Manchester au Royaume-Uni. 
Ils arrivèrent à l'université de Chicago en juin 1939 où il obtint un poste temporaire de chercheur associé. Rossi entreprit immédiatement une série d'expériences qui fournirent la première preuve de la désintégration d'une particule élémentaire, le mesotron, maintenant appelé muon. En 1941, en collaboration avec David B. Hall, il en détermine précisément une durée de vie moyenne au repos de 2,2μs. Cette deuxième étape fut terminée à l'université Cornell où il fut nommé professeur associé en 1942. Durant la guerre, Rossi travailla d'abord comme consultant pour le développement du radar au Radiation Laboratory du Massachusetts Institute of Technology, puis à Los Alamos comme codirecteur du groupe des détecteurs responsable du développement de l'instrumentation des expériences nécessaires à la mise au point de la bombe atomique. 
À l'automne 1946, Rossi fut nommé professeur de physique au MIT où il créa le groupe des rayons cosmiques pour étudier la nature et l'origine des rayons cosmiques et les propriétés des particules sub-atomiques produites par l'interaction des rayons cosmiques avec la matière. À la fin des années 1950, quand les expériences utilisant des accélérateurs de particules avaient fini par dominer la physique expérimentale des particules, Rossi tourna son attention vers les études exploratoires rendues possibles par le récent développement des engins spatiaux. Au MIT, il monta des expériences utilisant des fusées qui permirent l'étude directe du plasma interplanétaire. Comme consultant chez American Science and Engineering, Inc., il définit les essais à l'aide de fusées qui permirent de découvrir la première source extra-solaire de rayons X, Scorpius X-1. Rossi fut nommé Institute Professor au MIT en 1965. 
Parmi ses contributions aux techniques électroniques appliquées à la physique expérimentale, citons l'invention du circuit à coïncidence (Florence 1930), du convertisseur temps-amplitude (Cornell 1942) et de la chambre d'ionisation rapide (Los Alamos, avec H. Staub en 1943). 
Rossi quitta le MIT en 1970. Il mourut à son domicile à Cambridge (Massachusetts) en 1993.

## Publications
- Rossi, Bruno High-energy Particles, Prentice-Hall, 1952
- Rossi, Bruno Cosmic Rays, McGraw-Hill, 1964
- Rossi, Bruno, S. Olbert Introduction to the Physics of Space, McGraw-Hill, 1970
- Rossi, Bruno Moments in the Life of a Scientist, Cambridge Univ. Press, 1990,  (ISBN 0-521-36439-6)
- Rossi, Bruno Optics, Addison Wesley, 1957

## Distinctions et récompenses

### Récompenses
- Prix Wolf en physique pour son rôle dans le développement de l'astronomie des rayons X (1987)
- National Medal of Science (1983)
- Prix Rumford de l'Académie américaine des arts et des sciences pour ses « découvertes concernant la nature et l'origine des rayons cosmiques » (1976)
- Médaille d'or de la Société italienne de physique (1970)
- Docteur honoris causa de l'université de Palerme, de l'université de Durham, de l'université de Padoue et de l'université de Chicago.

### Éponymes
- Rossi X-ray Timing Explorer, un satellite d'observation en rayons X de la NASA
- Prix Bruno Rossi de la division d'astrophysique des hautes énergies de la American Astronomical Society
- Il existe une chaire nommée en l'honneur de Bruno Rossi au MIT. Elle est actuellement tenue par le professeur Claude R. Canizares (en).
- L'astéroïde (17649) Brunorossi est nommé en son honneur.